# Дейвид Пеймер
Дейвид Пеймер (англ. David Paymer, | ˈdeɪvɪd ˈpeɪmə | ; нар. 30 серпня 1954, Лонг-Айленд, Нью-Йорк, США) — американський актор і режисер.

## Біографія
Дейвид Пеймер народився 30 серпня 1954 року на Лонг-Айленді, штат Нью-Йорк. Батько Марвін Пеймер бізнесмен, мати Сільвія. Батьки хотіли щоб Дейвид  став лікарем або адвокатом, але хлопчик мріяв про акторську кар'єру. А після того як батько залишив бізнес заради музики Дейвид  ще більше ствердився у своєму рішенні стати актором. Навчався в Мічиганському університеті, отримавши статус бакалавра мистецтв. Закінчив Театральний Інститут Лі Страсберга і Професійну Школу Виконавчих видів мистецтва.

## Кар'єра
Кар'єру в кіно Дейвид  Пеймер розпочав у 1979 році з кримінальної комедії Артура Гіллера «Свояки». Знімався у таких фільмах, як «Міські піжони» (1991), «Ніксон» (1995), «Амістад» (1997), «Тринадцять друзів Оушена» (2007). Номінувався на «Оскар» і «Золотий глобус» за роль у дебютній стрічці Біллі Крістала «Містер суботній вечір» (1992) і на «Золотий глобус» за найкращу чоловічу роль другого плану в телефільмі «Злочин століття» (1996).

## Особисте життя
Дейвид  Пеймер одружений з Ліз Джордж з 1988 року. У них народилися дві доньки.

## Фільмографія
| Рік       |    | Українська назва                    | Оригінальна назва                 | Роль                         |
| --------- | -- | ----------------------------------- | --------------------------------- | ---------------------------- |
| 1984—1986 | с  | Паперова гонитва                    | The Paper Chase                   | Міслеські                    |
| 1985      | с  | Будьмо                              | Cheers                            | репортер                     |
| 1986      | с  | Агентство «Місячне сяйво»           | Moonlighting                      | піарник Камілли              |
| 1986      | ф  | Говард-качка                        | Howard the Duck                   | Ларрі, вчений                |
| 1986      | ф  | Ніч кошмарів                        | Night of the Creeps               | молодий вчений               |
| 1987      | ф  | Немає виходу                        | No Way Out                        | технік                       |
| 1987      | с  | Джамп-стріт, 21                     | 21 Jump Street                    | Майк Ферріс                  |
| 1991      | с  | Джейк і товстун                     | Jake and the Fatman               | Генрі Стокер                 |
| 1991      | ф  | Міські піжони                       | City Slickers                     | Айра Шаловіц                 |
| 1993      | ф  | У пошуках Боббі Фішера              | Searching for Bobby Fischer       | Калев                        |
| 1993      | с  | Байки зі склепу                     | Tales from the Crypt              | Енді Конвей                  |
| 1994—1995 | мс | Справжні монстри                    | Aaahh!!! Real Monsters            | Мюррей                       |
| 1994      | ф  | Телевікторина                       | Quiz Show                         | Даніель Енрайт               |
| 1995      | ф  | Знайти коротуна                     | Get Shorty                        | Лео Дево                     |
| 1995      | ф  | Американський президент             | The American President            | Леон Кодак                   |
| 1995      | ф  | Ніксон                              | Nixon                             | Рон Зіглер                   |
| 1996      | ф  | Мерія                               | City Hall                         | Ейб Гудмен                   |
| 1997      | ф  | Злочинні зв'язки                    | Gang Related                      | Елліот Гофф                  |
| 1997      | ф  | Шостий гравець                      | The 6th Man                       | тренер Педерсон              |
| 1997      | ф  | Амістад                             | Amistad                           | секретар Джон Форсайт        |
| 1998      | мс | Нові пригоди Бетмена                | The New Batman Adventures         | Френк                        |
| 1999      | ф  | Ураган                              | The Hurricane                     | Майрон Бедлок                |
| 1999      | ф  | Розплата                            | Payback                           | Артур Стегмен                |
| 2000      | ф  | Чужий квиток                        | Bounce                            | прокурор Мандел              |
| 2002      | мс | Ліга Справедливості                 | Justice League                    | канцлер / кочівник / капітан |
| 2005      | тф | Вчитель року                        | School of Life                    | Метт Ворнер                  |
| 2007      | ф  | Тринадцять друзів Оушена            | Ocean's Thirteen                  | V.U.P.                       |
| 2008      | с  | Мене звати Ерл                      | My Name Is Earl                   | Кларк Кларк                  |
| 2009—2015 | с  | Гарна дружина                       | The Good Wife                     | Суддя Річард Куеста          |
| 2009      | ф  | Затягни мене до пекла               | Drag Me to Hell                   | містер Джекс                 |
| 2010      | с  | Закон і порядок: Спеціальний корпус | Law & Order: Special Victims Unit | Доктор Стівен Елрой          |
| 2011      | с  | Менталіст                           | The Mentalist                     | Джеймс Панцер                |
| 2011      | ф  | Училка                              | Bad Teacher                       | Доктор Фогель                |
| 2011      | ф  | Між                                 | Twixt                             | Сем                          |
| 2012      | ф  | 5 років майже одружені              | The Five-Year Engagement          | Піт Соломон                  |
| 2014      | ф  | Джек Раян: Теорія хаосу             | Jack Ryan: Shadow Recruit         | Діксон Льюїс                 |
| 2018      | ф  | Нещасний випадок                    | Accident Man                      | Мілтон                       |
| 2019      | ф  | Де ти поділась, Бернадетт?          | Where'd You Go, Bernadette        | Джей Росс                    |